# Ненасытец
Ненасытец (укр. Ненаситець) — село,
Василевский сельский совет,
Синельниковский район,
Днепропетровская область,
Украина.
Код КОАТУУ — 1224881207. Население по переписи 2001 года составляло 136 человек.

## Географическое положение
Село Ненасытец находится в 3-х км от левого берега реки Днепр,
на расстоянии в 2,5 км от сёл Василевка-на-Днепре и Попово.